# Boxafrikameisterschaften 1962
Die 1. Boxafrikameisterschaften der Amateure (englisch 1st African Boxing Championship, französisch 1er Championat Africain de Boxe) wurden im Jahr 1962 (möglicherweise im März) in Kairo, der Hauptstadt der Vereinigten Arabischen Republik, ausgetragen. Insgesamt zehn Nationen nahmen an den unter Aufsicht und Leitung der African Boxing Union (ABU) stehenden Wettkämpfen teil.

## Medaillengewinner
| Gewichtsklasse                | Gold                  | Silber          | Bronze |
| ----------------------------- | --------------------- | --------------- | ------ |
| Fliegengewicht (– 51 kg)      | Karimu Young          | Hamza           |        |
| Bantamgewicht (– 54 kg)       | Abdel Moneim El-Gindy | Hag             |        |
| Federgewicht (– 57 kg)        | Sayed Abdel Kader     | Ihan Ben Hassan |        |
| Leichtgewicht (– 60 kg)       | Eddie Blay            | Soutta          |        |
| Halbweltergewicht (– 63,5 kg) | Clement Quartey       | Asoma           |        |
| Weltergewicht (– 67 kg)       | Sayed El-Nahas        | Powell Mabwa    |        |
| Halbmittelgewicht (– 71 kg)   | Hussein Saadik        | Eddie Davies    |        |
| Mittelgewicht (– 75 kg)       | Alhassan Brimah       | Hakaba          |        |
| Halbschwergewicht (– 81 kg)   | Jejo Miles            | Achefu          |        |
| Schwergewicht (über 81 kg)    | James Mazhar          | Vincent         |        |

## Medaillenspiegel
| Nation                                            | Gold | Silber | Bronze | Gesamt |
| ------------------------------------------------- | ---- | ------ | ------ | ------ |
| Ghana Ägypten                                     | 4    | 1      | 0      | 5      |
| Nigeria                                           | 1    | 2      | 0      | 3      |
| Sudan                                             | 1    | 1      | 0      | 2      |
| Britisch-Ostafrika Guinea Marokko Tunesien Uganda | 0    | 1      | 0      | 1      |